# Havenstraat (Amsterdam)

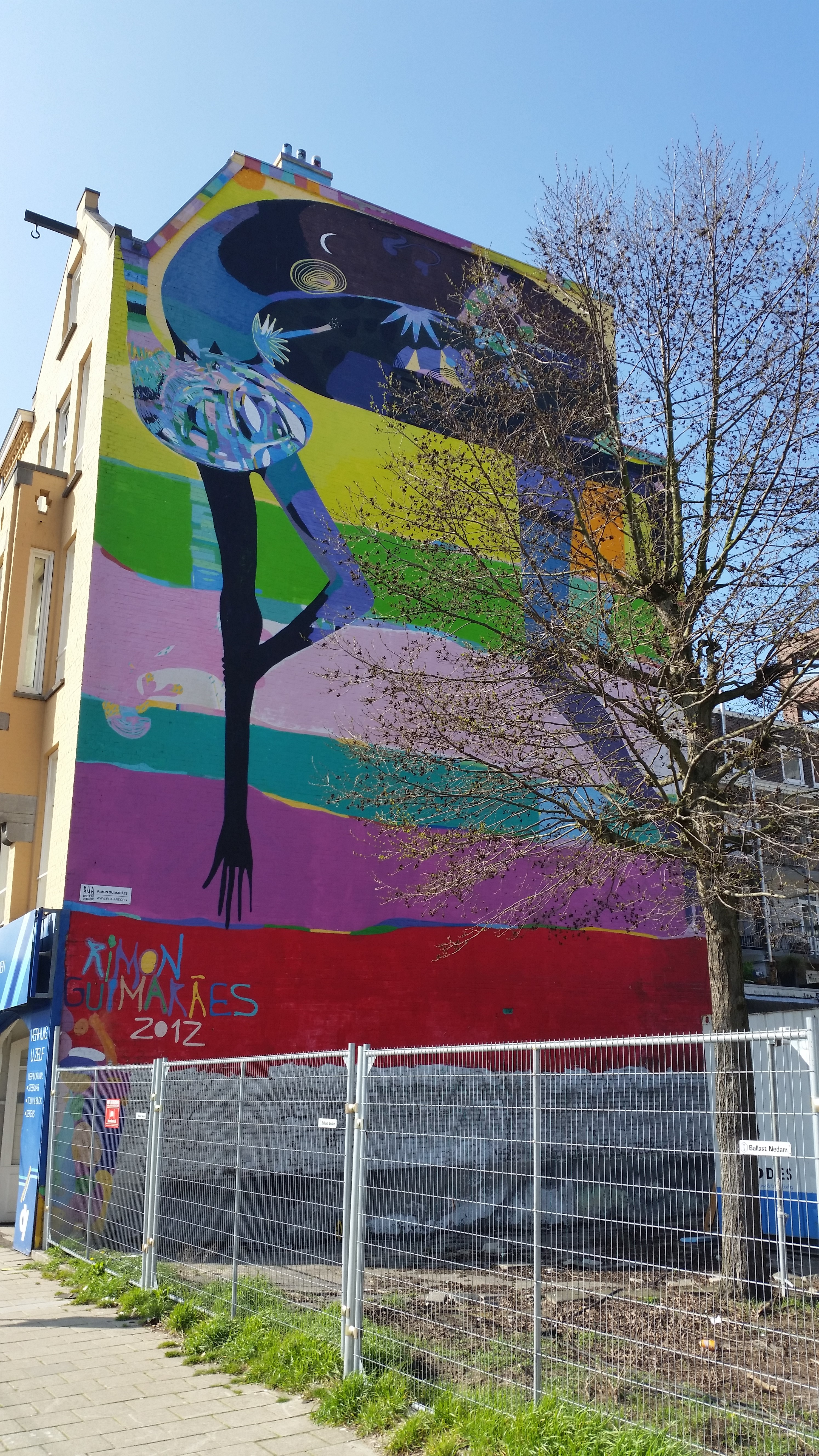
Muurschildering op Havenstraat 12 (maart 2019)

De Havenstraat is een straat in de Schinkelbuurt, Amsterdam-Zuid.

## Ligging en geschiedenis
De straat kreeg op 3 april 1912 per raadsbesluit haar naam; een vernoeming naar haven, een ligplaats voor schepen. Meerdere straten in de buurt zijn vernoemd naar begrippen uit de scheepvaart (Vaartstraat, Vlietstraat, Zeilstraat). De straat ligt in het verlengde van de Cornelis Krusemanstraat vanaf de Amstelveenseweg tot aan de tramremise, waar de straat in een bocht naar rechts overgaat in de Baarsstraat.

## Gebouwen
De straat kende (tot 2024) slechts twee oneven huisnummers 3 en 5, bestaande uit Romneyloodsen op het terrein achter het Haarlemmermeerstation. Langs een deel van de spoorlijn lag het Bedrijventerrein Havenstraat. Voor het hele terrein achter het Haarlemmermeerstation is het plan Havenstraatterrein gemaakt voor een nieuw te bouwen woonwijk. Het bouwrijp maken van het terrein startte in maart 2024.
Aan de even zijde loopt de nummering op van 12 tot huisnummer 26. Van de lagere huisnummers is alleen huisnummer 6 over, van het Huis van Bewaring (II). De overige lagere huisnummers waren dienstwoningen; deze werden gesloopt in de jaren tachtig om plaats te maken voor uitbreiding van de gevangenis. Verder zijn er aan de even zijde tot aan de bocht naar de Baarsstraat drie woonhuizen (12-14-16) overgebleven uit 1914.
De straat kent drie opvallende gebouwen:
- het Huis van Bewaring (II) met huisnummer 6, een ontwerp van architect Willem Metzelaar (werkend voor Justitie), een gevangenis uit 1890, die, nadat er vluchtelingen en dak- en thuislozen waren opgevangen, vanaf 2019 werd verbouwd ten behoeve van de British School of Amsterdam die hier van start is gegaan vanaf het schooljaar 2021-2022. Het is sinds december 2015 een gemeentelijk monument, bij de verbouwing moesten dus monumentdelen in originele staat blijven;
- de Remise Havenstraat van de Amsterdamse tram met huisnummers 18-26, in gebruik genomen in 1914 en nog steeds als zodanig in gebruik;
- het Haarlemmermeerstation uit 1915, dat een begin/eindstation was van de voormalige Haarlemmermeerspoorlijnen. De voorkant van het stationsgebouw ligt aan de Amstelveenseweg 262-266. Het gebouw is een rijksmonument.

## Kunst
Op de 'blinde' oostelijke gevel van Havenstraat 12-14 werd in 2012 een muurschildering gemaakt. Dit gebeurde onder auspiciën van Rua-Art (Reflexo on urban art), een kunstenaarscollectief dat meerdere muurschilderingen in Nederland maakte. De kunstenaar was in hier Rimon Guimarães. De verticaal gerichte handen vormen het laagste punt van de muurschildering en leiden naar armen, hoofd en romp. Een been is onder de romp gevouwen; het andere richt naar beneden. Het is niet duidelijk of een man of vrouw (androgyn) is afgebeeld. De muurschildering neemt de gehele gevel in beslag op een onderstuk na. Tijdens het aanbrengen van de schildering stond daar een houten schuur die later afgebroken werd.
Een ander bijzonder object aan de Havenstraat, is de Duiventil van architect Dick Slebos, een wisselwachtershuisje dat van 1955 tot 1983 op het Stationsplein stond en daarna naar de Havenstraat verhuisde.

## Openbaar vervoer
Het Haarlemmermeerstation was tussen 1915 en 1950 in gebruik bij de Nederlandse Spoorwegen voor reizigersvervoer en tot 1972 nog voor goederenvervoer. Aan de achterkant van het (voormalige) stationsgebouw was van 1975 tot 2024 aan de Havenstraat een toegang voor de beginhalte van de Museumtramlijn, die van hier de verbinding vormt met Amstelveen – Bovenkerk over de spoorbaan van de vroegere Haarlemmermeerspoorlijn.
Van 1923 tot 1971 had tram 16 haar eindpunt in de Havenstraat (met een lus door de Vaartstraat en Baarsstraat) en van 1924-1932 ook tram 15. Van 1950-1965 was ook de standplaats van bus F in de Havenstraat naast de halte van lijn 16, maar deze werd in 1965 bij de samenvoeging van lijn F met lijn E tot de doorgaande lijn 15 ingenomen door bus 23 die daar tot zijn verlenging naar Buitenveldert in 1973 bleef. In 1970 volgde bus 69 die in 1971 zijn standplaats kreeg op de oude vluchtheuvel van lijn 16 tot de overdracht aan Centraal Nederland in 1980. Daarnaast is er een druk tramverkeer van uit- en inrijdende trams van en naar de remise Havenstraat.